# William Miller (istoric)
William Miller (n. 8 decembrie 1864, Wigton⁠(d), Anglia, Regatul Unit al Marii Britanii și Irlandei – d. 23 octombrie 1945, Durban, Uniunea Africii de Sud) a fost un medievist și jurnalist de origine britanică.

## Biografie
Fiu al proprietarului unei mine din Cumberland, Miller a urmat studii la Rugby School și la Oxford, unde a obținut licența în drept și a dobândit dreptul de a pleda în procese în 1889, dar nu a practicat niciodată avocatura. El s-a căsătorit cu Ada Mary Wright în 1895 și în 1896 a publicat lucrarea The Balkans, care a fost urmată în 1898 de Travels and Politics in the Near East.
În 1903 a părăsit Anglia, împreună cu soția sa, s-a stabilit în Italia și, în ciuda efortului depus de Ronald Burrows pentru a-l numi pe Miller ca profesor de greacă modernă și de istorie bizantină la Universitatea din Londra, a continuat să trăiască în străinătate. Soții Miller au locuit la Roma (pe Via Palestro nr. 36) până în 1923, când medievistul a fost dezgustat de ascensiunea la putere a lui Benito Mussolini, și s-au mutat apoi la Atena. William Miller a colaborat acolo cu British School at Athens până la Invazia germană în Grecia din 1941. În perioada cât a locuit la Roma și Atena, Miller a servit, de asemenea, pe post de corespondent al ziarului londonez Morning Post.
Cuplul a locuit apoi la Hotelul Ocean View din Durban, Africa de Sud, pentru tot restul vieții lor. William Miller a murit acolo în 1945, în timp ce Ada Mary i-a supraviețuit încă cinci ani. Nu au avut copii.

## Activitatea științifică
Miller a fost interesat în mod deosebit de perioada francă a istoriei grecești, cercetând principatele cruciate înființate pe teritoriul grecesc după Cruciada a patra. El a fost unul dintre cei mai erudiți cercetători ai acestui domeniu la începutul secolului al XX-lea și a publicat câteva lucrări de referință.
Deși lucrările sale conțin o „viziune romantică a cruciadelor și a expansiunii francilor în estul Mediteranei” tipică tendințelor occidentale cu privire la această temă din secolul al XIX-lea și este considerată astăzi „net depășită”, având în vedere cercetările realizate în ultimele decenii, ele au avut o influență majoră și continuă să fie folosite pe scară largă chiar și în prezent. În mod deosebit, lucrarea The Latins in the Levant din 1908 „a rămas timp de decenii relatarea narativă standard în limba engleză a acelei perioade” și este „în continuare lucrarea principală de referință pentru studenții aflați în căutarea de informații despre Grecia medievală”.  Influența sa a fost resimțită și în Grecia, unde savantul grec Spyridon Lambros a realizat în anii 1909–1910 o traducere grecească a operei lui Miller.

## Opera (selecție)
- The Balkans: Roumania, Bulgaria, Servia, and Montenegro. New York și Londra: G. P. Putnams's Sons and T. Fisher Unwin. 1896. Accesat în 19 septembrie 2018.
- Travels and Politics in the Near East. Londra: T. Fisher Unwin. 1898. Accesat în 19 septembrie 2018.
- Greek Life in Town and Country. Londra: George Newnes, Limited. 1905. Accesat în 19 septembrie 2018.
- The Latins in the Levant. Londra: John Murray. 1908. Accesat în 19 septembrie 2018.
- The Ottoman Empire and its Successors, 1801-1922 (ed. 2nd). Cambridge: At the University Press. 1923. Accesat în 19 septembrie 2018., (4th ed), 1936
- Essays on the Latin Orient. Cambridge: At the University Press. 1921. Accesat în 19 septembrie 2018.
- History of the Greek People (1821-1921); with an Introduction by G. P. Gooch. Londra: Methuen and Co. Ltd. 1922. Accesat în 19 septembrie 2018.
- Empire of Trebizond, the Last Greek Empire. Londra: Society for Promoting Christian Knowledge. 1926.